# NGC 3441
NGC 3441 is een spiraalvormig sterrenstelsel in het sterrenbeeld Leeuw. Het hemelobject werd op 6 april 1882 ontdekt door de Amerikaanse astronoom Edward Singleton Holden.

## Ecliptica
Het stelsel NGC 3441 bevindt zich betrekkelijk dicht bij de Ecliptica, hetgeen betekent dat het, vanaf de Aarde gezien, regelmatig bezoek krijgt van de planeten van het Zonnestelsel, en bedekt kan worden door de Maan.

## Synoniemen
- UGC 5993
- MCG 1-28-17
- ZWG 38.40
- ARAK 263
- PGC 32642